# Bacabeira
Bacabeira là một đô thị thuộc bang Maranhão, Brasil. Đô thị này có diện tích 615,761 km², dân số năm 2007 là 14578 người, mật độ 23,67 người/km².